# Nomada multicolor
Nomada multicolor är en biart som beskrevs av Adolpho Ducke 1911. Nomada multicolor ingår i släktet gökbin, och familjen långtungebin. Inga underarter finns listade i Catalogue of Life.